# 샌티골드
샌티골드(Santigold, 1976년 9월 25일 ~ )라는 예명으로 잘 알려진 샌티 화이트(Santi White)는 미국의 싱어송라이터이다.